# アジアかぜ

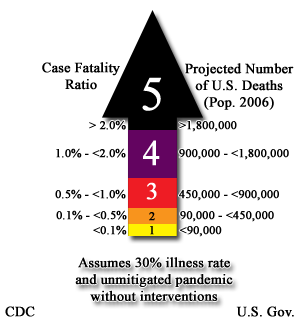
PSIカテゴリー

アジアかぜ（あじあかぜ、Asian flu）またはアジアインフルエンザは、1956年に中華人民共和国南西部で発生して、翌1957年から1958年にかけて世界的に流行したインフルエンザのパンデミック。CDCによるインフルエンザ・パンデミック重度指数（PSI）においてはカテゴリー2に分類される。
ウイルスはA型インフルエンザウイルスのH2N2亜型である。

## 経緯
1956年に中華人民共和国の貴州省・雲南省で発生し、1957年4月頃香港で流行が始まり、シンガポール・東南アジア各地・日本・オーストラリア・アメリカ・ヨーロッパなど世界へ伝播した。

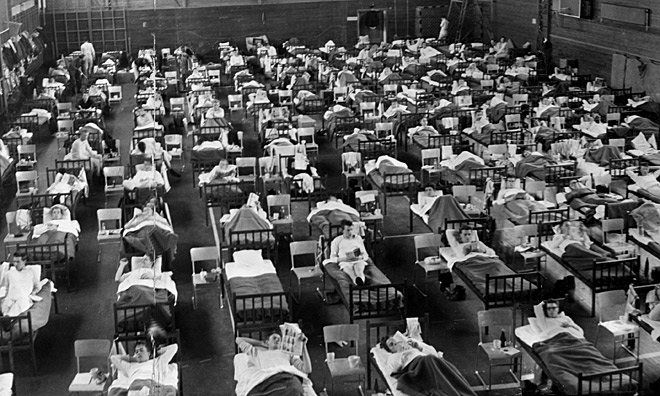
体育館に設置されたアジアかぜ患者の専用病棟（1957年、スウェーデン）

## 感染者
- 世界：死者は約100万人から400万人と推計される[2]。
- 日本：1957年5月から始まり、およそ300万人が罹患し、死者5,700人[3]。患者には小学校・中学校年齢の児童が圧倒的に多く、死亡数は幼小児と高齢者に多かった[1]。

## その他
- 多くの人には免疫がなかったが、50歳以上の人の一部が抗体を有していたことから、50年以上前に類似の流行があったと推測される[3]。